# Thomas Rodd
Thomas Rodd, (1763–1822), anticuario e hispanista inglés.
Tradujo algunos romances en verso inglés: Ancient Ballads from the Civil Wars of Granada and the Twelve Peers of France (London, 1801). Luego publicó History of Charles the Great and Orlando, ascribed to Archbishop Turpin; translated from the Latin in Spanheim’s Lives of ecclesiatical writers: together with English metrical versions of the most celebrated ancient Spanish ballads relating to the twelve peers of France mentioned in Don Quixote (London: Printed for T. Rodd and T. Boosey, 1812); se trata en este último caso de su traducción de Damián López de Tortajada, Los doce pares de Francia.